# Ґоурітсмонд (ПАР)
Ґоурітсмонд (англ. Gouritsmond) — населений пункт у районі Еден, Західна Капська провінція, ПАР.
| Прапор ПАР | Це незавершена стаття про Південно-Африканську Республіку. Ви можете допомогти проєкту, виправивши або дописавши її. |